# 古罗沃农村居民点
古罗沃农村居民点（俄语：Гуровское сельское поселение）是俄罗斯联邦伏尔加格勒州奥利霍夫卡区所属的一个农村居民点。其下辖有2个居民点，行政中心为古罗沃。据2016年统计，该农村居民点的人口为714人。